# Putnam County (Illinois)
Putnam County is een county in de Amerikaanse staat Illinois.
De county heeft een landoppervlakte van 414 km² en telt 6.086 inwoners (volkstelling 2000). De hoofdplaats is Hennepin.